# Осинове (зупинний пункт)
Оси́нове — залізничний пасажирський зупинний пункт Куп'янської дирекції Південної залізниці.
Розташований у селі Осиново Куп'янський район, Харківської області на лінії Коробочкине — Куп'янськ-Вузловий між станціями Куп'янськ-Вузловий (3 км) та Прокопівка (4 км).
Станом на травень 2019 року щодоби п'ять пар приміських електропоїздів здійснюють перевезення за маршрутом Куп'янськ-Південний — Гракове/Харків-Пасажирський.